# Édouard Pigeot
Édouard Fulbert Pigeot (ur. 22 stycznia 1912 wcLinas, zm. 27 września 1982 w Cagnes-sur-Mer) – francuski zapaśnik walczący w stylu klasycznym. Olimpijczyk z Berlina 1936, gdzie zajął dwunaste miejsce w wadze średniej.

## Letnie Igrzyska Olimpijskie 1936
| Konkurencja          | Rundy eliminacyjne     | Rundy eliminacyjne   | Klas. końcowa |
| Konkurencja          | Przeciwnik I           | Przeciwnik II        | Miejsce       |
| -------------------- | ---------------------- | -------------------- | ------------- |
| 79 kg styl klasyczny | József Palotás (HUN) P | Josef Přibyl (CSK) P | 12.           |